# Ek Din Pratidin
Ek Din Pratidin è un film del 1979 diretto da Mrinal Sen.